# Emil Przedrzymirski-Krukowicz
Emil Przedrzymirski-Krukowicz, poljski general, * 1886, † 1957.